# Лёсден
Лёсден (нидерл.  Leusden) — деревня и община в Нидерландах, в провинции Утрехт. Западная часть общины находится на склонах Утрехтсе Хёвелрюг и в основном покрыта лесами и пустошами. Восточная часть расположена в Гелдерсе Валлей и представляет собой в основном сельскохозяйственные угодья.

## География
Территория общины занимает 58,89 км², из которых 58,54 км² — суша и 0,35 км² — водная поверхность.
Помимо самой деревни Лёсден, в одноименную общину входят деревни Ахтервельд, Лёсден-Зёйд и Стоутенбюрг, а также ряд хуторов, в том числе Ауд-Лёсден, Де Рёйф, Ден Трик, Яннендорп, Снорренхёф, Мюсхендорп и Асхат.

## Советское Поле Славы
С 1948 года на территории муниципалитета Лёсден находится советское Поле Славы. Во время Великой Отечественной войны в соседнем лагере Амерсфорт в ужасных условиях погиб 101 советский солдат, в основном из Средней Азии. 77 из них были расстреляны 9 апреля 1942 года. В послевоенный период было перенесено 764 могилы советских солдат и подневольных рабочих. С конца 1990-х годов журналист и исследователь Ремко Рейдинг занимается изучением этой группы жертв.

## Население
| Год  | Численность | Численность |
| ---- | ----------- | ----------- |
| 1815 | 1137        | [ 4 ]       |
| 1830 | 1338        | [ 5 ]       |
| 1840 | 1480        | [ 5 ]       |
| 1849 | 1554        | [ 5 ]       |
| 1859 | 1531        | [ 5 ]       |
| 1869 | 1526        | [ 5 ]       |
| 1879 | 1716        | [ 5 ]       |
| 1899 | 2053        | [ 5 ]       |
| 1909 | 2775        | [ 5 ]       |
| 1920 | 1986        | [ 5 ]       |
| 1930 | 2335        | [ 5 ]       |
| 1947 | 3103        | [ 5 ]       |
| 1960 | 4534        | [ 5 ]       |
| 1971 | 11 673      | [ 5 ]       |
| 1980 | 20 971      | [ 5 ]       |
| 1990 | 27 462      | [ 5 ]       |
| 2000 | 28 833      | [ 5 ]       |
| 2010 | 28 609      | [ 5 ]       |
| 2016 | 29 313      |             |
| 2017 | 29 677      | [ 6 ]       |
| 2018 | 29 755      | [ 6 ]       |
| 2019 | 30 030      | [ 6 ]       |
| 2020 | 30 401      | [ 7 ]       |
| 2021 | 30 544      | [ 1 ]       |